# Premio al Inventor Europeo
El Premio al Inventor Europeo o premios Inventor Europeo (anteriormente Inventor Europeo del Año, cambió de nombre en 2010), son presentados anualmente por la Oficina Europea de Patentes, a veces apoyados por la Presidencia del Consejo de la Unión Europea y por la Comisión Europea, a los inventores que han hecho una contribución significativa a la innovación, la economía y la sociedad en Europa. Las invenciones de todos los campos tecnológicos se consideran para este premio. Los ganadores en cada categoría se presentan con un premio en forma de vela de barco. No hay ningún premio en efectivo asociado con el premio.

## Categorías
El Premio al Inventor Europeo se presenta en las siguientes cinco categorías:
- Industria
- Pequeñas y medianas empresas (pymes)
- Investigación
- Países no europeos
- Logros de toda una vida

Desde 2013, se invita al público a votar para seleccionar al ganadora de un Premio Popular de entre los finalistas.

## Nominación y selección
Cada año, la Oficina Europea de Patentes pide a sus examinadores de patentes, a los examinadores de las oficinas de patentes en la OEP de los Estados miembros y a público en general que propongan inventos para el premio que fueron patentados en la Oficina Europea de Patentes y han hecho una contribución significativa a la innovación, la economía y la sociedad en Europa.
Una breve lista de nominados es elaborada a partir de las propuestas y sometida a un jurado internacional. El jurado independiente selecciona tres inventores en cada categoría para la ronda final, y, finalmente, escoge a los ganadores.

## Premios por año

### 1997
Hedy Lamarr

### 2006
Los primeros premio al Inventor Europeo del Año tuvieron lugar en el Museo AutoWorld en Bruselas el 3 de mayo de 2006. Los premios fueron presentados en seis categorías.
El 2006 los ganadores fueron:
- Industria: Zbigniew Janowicz y Cornelis Hollenberg, que inventó un método para la fabricación de proteínas de levaduraen Pichia (Hansenula)[2]
- Pymes: Stephen P. A. Fodor, Michael C. Pirrung, J. Leighton Leer, y Lubert Stryer que inventó los Chip de ADN[3]
- Investigación: Peter Grünberg por su descubrimiento de la magnetorresistencia gigante (GMR)[4]
- Nuevos Estados miembros de la UE: Juan Starrett, Joanne Bronson, John Martin, Muzammil Mansuri, y David Tortolani, por sus profármacos de fosfonatos[5]
- Países no europeos: Larry Oro y Craig Tuerk, quien descubrió que los ácidos nucleicos pueden asociarse a una proteína para interceptar potencialmente otras proteínas que causan enfermedades como la degeneración macular asociada a la edad (AMD)[6]
- Logros de toda una vida: Federico Faggin, por la invención del microprocesador[7]

### 2007
El segundo Inventor Europeo del Año de los premios tuvo lugar en el Centro Internacional de congresos de Múnich, Alemania, el 18 de abril de 2007. Los premios fueron presentados a los inventores - las personas y los equipos en cuatro categorías.
Los ganadores en 2007 fueron:
- Industria: Franz Lärmer y Andrea Urbano, Bosch GmbH (Alemania), para su proceso Bosch de microfabricación[8]
- Pymes/Investigación: Catia Bastioli y su equipo de Novamont S. p.a (Italia), por la invención de los plásticos biodegradables elaborados a partir de almidón[9]
- Países no europeos: José P. Vacca y el equipo de Merck Research Laboratories (Estados Unidos), para Crixivan®, un inhibidor de la proteasa[10]
- Logros de toda una vida: Marc Feldmann, Kennedy Institute of Rheumatology (Reino Unido), para identificar el papel de las citoquinas en el tratamiento de enfermedades autoinmunes[11]

### 2008
El tercer Inventor Europeo del Año de los premios tuvo lugar en Ljubljana el 6 de mayo de 2008, de marcado de Eslovenia de la presidencia del Consejo de la UE en el primer semestre de 2008. Los premios fueron presentados a los inventores - las personas y los equipos en cuatro categorías.
El 2008 los ganadores fueron:
- Industria: Norbert Enning, Ulrich Klages, Heinrich Timm, Gundolf Kreis, Alois Feldschmid, Cristiano Dornberg y Karl Reiter, Audi (Alemania) para revolucionar el panorama de la industria de automoción, haciendo coche marcos más ligero y más seguro a través de la utilización de aluminio.[12]
- Pymes/Investigación: Douglas Anderson, Robert Henderson, y Roger Lucas de Escocia PYME Optos (Reino Unido) para el desarrollo de un nuevo láser tecnología de escaneo para el ojo que permite a los poderosos, pero el dolor-libre examen de la retina.[13]
- Países no Europeos: Philip S. Green, SRI International (estados UNIDOS) para el desarrollo de un sistema quirúrgico robótico que ha contribuido a mejorar la cirugía, en Europa, permitiendo a los cirujanos a realizar procedimientos complejos con la máxima precisión.[14]
- Logros de toda una vida: Erik De Clercq, de la Universidad de Lovaina (Bélgica) para el hito de las contribuciones al tratamiento antiviral, incluyendo el desarrollo de las cóctel de drogas para el VIH/sida que se ha convertido en la terapia estándar de oro de principios del siglo 21.[15]

### 2009
El Inventor Europeo del Año en la ceremonia de 2009 tuvo lugar en el Castillo de Praga en la República checa, el 28 de abril de 2009.
El 2009 los ganadores fueron:
- Industria: Jürg Zimmermann (Suiza) y Brian Drucker (EE. UU.) para inventar una droga efectiva para combatir la crónica leucemia mielógena.[16]
- Pymes/Investigación: Joseph Le Mer (Francia) por la invención de un intercambiador de calor de un brillante diseño simple que hace que los sistemas de calefacción barato y eficiente de la energía.[17]
- Países no Europeos: Zhou Yiqing y su equipo (China) de un anti-malaria medicamento basado en una base de hierbas agente, que ha sido fundamental en el ahorro de cientos de miles de vidas.[18]
- Logros de toda una vida: Adolf Goetzberger (Alemania) por su trabajo sobre el uso comercial de la energía solar, ayudando a hacer de las células solares en una alternativa viable a los combustibles fósiles.[19]

### 2010
Cambió el nombre del Inventor Europeo, el Premio de 2010 ceremonia de entrega de premios tuvo lugar en Madrid, España, 28 de abril de 2010. La ceremonia en el Eurostars Tower Hotel es atendido por Sus Altezas Reales el Príncipe Felipe y la Princesa Letizia de Asturias.
El 2010 ganadores fueron:
- Pymes/Investigación: Jürgen Pfitzer y Helmut Nägele (Alemania), que hizo un gran avance en el desarrollo de un fácilmente moldeables, biodegradables orgánicos de polímero.
- Industria: Albert Markendorf (Suiza) y Raimund Perdedor (Alemania), cuya portátil de la digitalización en 3D y sistema de medición abrió un nuevo nivel de precisión en la medición industrial de sistemas y revolucionó el campo.
- Países no Europeos: Sanjai Kohli y Steven Chen (estados UNIDOS), cuyos trabajos se allanó el camino para sistemas de posicionamiento global (GPS) que se utiliza comercialmente y son parte de nuestra vida cotidiana (articulación de los ganadores).
- Países no Europeos: Ben Wiens y Danny Epps (Canadá), quien desarrolló electroquímica de las células de combustible que hoy son un éxito comercial alternativa a los combustibles fósiles (articulación de los ganadores).
- Logros de toda una vida: Wolfgang Krätschmer (Alemania), que descubrió un nuevo campo de investigación en la física.[21]

### 2011
En el 2011 la ceremonia de entrega del premio tuvo lugar en el histórico de la Academia de Ciencias de Hungría en Budapest. El 2011 los ganadores fueron:
- Logros De Toda Una Vida: Per-Ingvar Brånemark (Suecia). Él es el pionero de la osteointegración, que ahora es una práctica ampliamente extendida médicos método basado en los implantes de titanio, lo que crea una conexión estable entre el implante y el hueso. Hoy en día es un estándar de la técnica de implante de entre dentistas y es ampliamente utilizado en la cirugía reconstructiva. Millones de personas en todo el mundo se han beneficiado de su famoso método.
- Industria: Ann Lambrechts, Bekaert (Bélgica). Su invención se abrió un mundo de nuevas posibilidades arquitectónicas mediante la mejora de la resistencia a la flexión de estructuras de hormigón armado. Las fibras de acero de los elementos que desarrolló aumentar considerablemente la resistencia a tracción del hormigón, reducir el tiempo de construcción, y han permitido que muchos espectacular nuevas estructuras tales como el túnel de san Gotardo.
- Pymes: Jens Dall'Bentzen, Dall Energy Aps (Dinamarca). Su especial de bajas emisiones del horno de quema de biocombustibles con un contenido de humedad de hasta el 60% y es por tanto ideal para el eco-friendly, altamente eficiente y, por tanto, de bajo costo de generación de energía a partir de biomasa en las fábricas y plantas de producción.
- Investigación: Christine Van Broeckhoven, Vlaams Interuniversitair Instituut voor Biotechnologie (Bélgica). Su innovador método para la identificación de los genes de la enfermedad en los pacientes que sufren Alzheimer allanó el camino para el desarrollo de los modernos medicamentos y tratamientos para combatir la enfermedad de Alzheimer. Cada uno de los genes y las proteínas que Broeckhoven ha identificado actúa como potencial "objetivo" para los investigadores que trabajan para el desarrollo de tratamientos para las enfermedades neurodegenerativas.
- Países no Europeos: Ashok Gadgil, Vikas Garud, de la Universidad de California, el Laboratorio Nacional Lawrence Berkeley, WaterHealth International (Estados Unidos/India). El uso de la gravedad y un cuidadoso plan de hidráulica de diseño para garantizar un flujo de agua uniforme, su ultravioleta (UV) dispositivo de desinfección requiere sólo un 40 vatios de la lámpara UV para la desinfección de 1.000 litros de agua por hora. La purificación de agua dispositivo ha sido instalado en más de diez países de todo el mundo, la entrega de agua potable a más de dos millones de personas.

### 2012
El 2012 ceremonia de entrega de premios se celebró en Copenhague, en la Royal Danish del Teatro en la presencia de Sus Altezas Reales el Príncipe heredero Frederik y la Princesa María de Dinamarca. Los ganadores de 2012 fueron:
- Industria: Jan Tøpholm, Søren Westermann, y Svend Vitting Andersen (Dinamarca), por su hecho a la medida de ayuda auditiva.
- Investigación: Gilles Gosselin, Jean-Louis Imbach, y Martin L. Bryant (Francia), para su nuevo medicamento para el tratamiento de la hepatitis B.
- Pymes: Manfred Stefener, Oliver Freitag, y Jens Müller (Alemania), para su portátil de combustible de metanol directo de la célula.
- Logros de toda una vida: Josef Bille (Alemania), por su dispositivo para la cirugía ocular con láser.
- Países no Europeos: John O' Sullivan, Graham Daniels, Terence Percival, Diethelm Ostry, y John Deane (Australia), por su contribución a la inalámbricos de redes de área local (LAN) de alta velocidad de transferencia de datos (Wi-Fi).

### 2013
El 2013 ceremonia de entrega de premios se celebró en Ámsterdam en el Beurs van Berlage, en presencia de Su Alteza Real la Princesa Beatriz de los países Bajos. El 2013 los ganadores fueron:
El 2013 los ganadores fueron:
- Industria: Claus Hämmerle y Klaus Brüstle (Austria) desde el fabricante Austriaco Julius Blum para inventar una compuerta sistema de cierre suave de muebles de puertas, cajones, y la pared de armarios nombre Blumotion.
- Investigación: Patrick Couvreur, Barbara Stella, Véronique Rosilio, Luigi Cattel (Francia, Italia) por la invención de nanocápsulas que destruir las células cancerosas sin dañar el tejido sano.
- Pymes: Pål Nyrén (Suecia) por la invención de pirosecuenciación, mucho más rápido, simple y económico método para la secuencia de las hebras de ADN.
- Logros de toda una vida: Martin Schadt (Suiza), el inventor de la primera plana del panel de la pantalla de cristal líquido (LCD).
- Países no Europeos: Ajay V. Bhatt, Bala Sudarshan Cadambi, Jeff Morriss, Shaun Knoll, Shelagh Callahan (estados UNIDOS), para la creación y el desarrollo de Bus Serie Universal (USB) de la tecnología.

Por primera vez, el público fue invitado a votar para seleccionar a la ganadora de un Premio Popular de entre las 15 finalistas. El ganador en esta categoría es José Luis López Gómez (España) a partir de Patentes Talgo, cuya invención el uso de un único diseño de rueda 'independiente guiaao' en lugar de un estándar de eje de alta velocidad de los trenes de pasajeros que hace que los trenes de algunos de los más cómodo y seguro en la industria.

### 2014
El 2014 ceremonia de entrega de premios se celebró en Berlín en Deutsche Telekom Berlín Representante de la Oficina (Ex Kaiserliches Telegrafenamt) el 17 de junio. En 2014 los ganadores fueron:
- Industria: Koen Andries (SER), Jérôme Guillemont (FR), Imre Csoka (FR), Laurence F. F. Marconnet-Decrane (FR), Frank C. Odds (Reino unido), Jozef F. E. Van Gestel (SER), Marc Venet (FR), Daniel Vernier (FR) por su invención: la droga contra la multi-resistentes a la tuberculosis
- Investigación: Christofer Toumazou (reino unido) por su microchip para una rápida prueba de ADN
- Pymes: Pedro Holme Jensen, Claus Hélix-Nielsen, Danielle Keller (DK) para su eficiente de la energía de purificación de agua
- Logros de toda una vida: Artur Fischer (DE) para su enchufe de la pared, sincronizado de flash, y muchos más.[26]
- Países no Europeos: Chuck Hull  por la invención de la impresión en 3D (estereolitografía)
- Popular Ganador del Premio: Masahiro Hara, Takayuki Nagaya, Motoaki Watabe, Tadao Nojiri, Yuji Uchiyama (JP) por desarrollar el código QR.

### 2015
El 2015 ceremonia de entrega de premios se celebró en París, en el Palais Brongniart (La Bolsa), el 11 de junio. El 2015 ganadores fueron:
- Industria: Franz Amtmann[31] (A), et al., y Philippe Maugars[32][33] (FR), et al., quién inventó la comunicación de campo cercano (NFC) de la tecnología
- Investigación: Ludwik Leibler[34][33] (FR) para su vitrimers – una nueva clase de polímeros
- Pymes: Laura J. van 't Veer,[35][36] et al. (NL) para su gen de cáncer de mama de la prueba
- Logros de toda una vida: Andreas Manz[37][38] (CH) por su microchip del tamaño de sistema de análisis de
- Países no Europeos: Sumio Iijima, Akira Koshio, y Masako Yudasaka[39][40] (JP) por la invención de los nanotubos de carbono
- Popular Ganador del Premio: Ian Frazer[41][42] (AUS), Jian Zhou† (CN), quien desarrolló la vacuna contra el VPH

### 2016
El 2016 ceremonia de entrega de premios se celebró en Lisboa el 9 de junio. El 2016 ganadores fueron:
- Industria: Bernhard Gleich, Jürgen Weizenecker, y su equipo (DE) para la invención de partículas magnéticas de imagen (MPI)
- Investigación: Alim-Louis Benabid (FR), por su trabajo en un tratamiento para la enfermedad de Parkinson
- Pymes: Tue Johannessen, Ulrich Quaade, Claus Hviid Christensen, Jens Kehlet Nørskov (Dinamarca) para su amoníaco de almacenamiento para reducir los óxidos de nitrógeno (NOx)
- Logros de toda una vida: Anton van Zanten (DE, NL) para su control electrónico de estabilidad del sistema
- Países no Europeos: Robert Langer (US) por su trabajo sobre las drogas anti-cáncer
- Popular Ganador del Premio: Helen Lee (UK, FR), por la invención de kits de diagnóstico para los recursos de las regiones pobres del mundo.

### 2017
El 2017 ceremonia de entrega de premios se celebró en Venecia el 15 de junio. El 2017, los ganadores fueron:
- Industria: Jan van den Boogaart y Oliver Hayden (países Bajos/Austria) por la invención de un rápido examen de sangre para la malaria
- Investigación: Laurent Lestarquit, José Ángel Ávila Rodríguez, Günter W. Hein, Jean-Luc Issler y Lionel Ries (Francia, España, Alemania, Bélgica) por la invención de las señales de radio para una mejor navegación por satélite (Galileo (navegación por satélite))
- Pymes: Günter Hufschmid (Alemania) para su supersponge para los derrames de petróleo
- Logros de toda una vida: Rino Rappuoli (Italia) para su próxima generación de vacunas contra la meningitis, la tos ferina y otras infecciones
- No OEP países: James G. Fujimoto, Eric A. Swanson y Robert Huber (estados UNIDOS, Alemania) por su trabajo en imágenes médicas con tomografía de coherencia óptica (OCT)
- Popular Ganador del Premio: Adnane Remmal (Marruecos) para el impulso de antibióticos con aceites esenciales